# Dijon Football Côte-d'Or
El Dijon Football Côte-d'Or (en català, Dijon Futbol Costa d'Or), encara que normalment se l'anomena Dijon FCO o, simplement, Dijon, és un club de futbol francès de la ciutat de Dijon, capital del departament de Costa d'Or.
Des de l'any 1998 juga al Parc des Sports Gaston-Gérard.
El club va ser fundat l'agost de 1998 com a resultat de la fusió del Cercle laïque dijonais (un club que havia estat fundat poc abans) i del Dijon FC. El Dijon FCO es manté a primera divisió des del 2011 després, el 2016.